# Venă iliacă circumfexă profundă

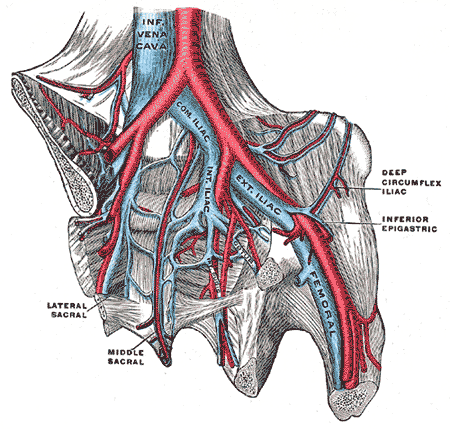
Venele iliace

Vena iliacă circumflexă profundă este formată prin uniunea venelor comitante ale arterei circumflexe iliace profunde și se alătură venei iliace externe aproximativ la 2 cm deasupra ligamentului inghinal. De asemenea, primește ramuri afluente mici din vena toracoepigastrică.